# Rue de l'Abondance (Lyon)
Pour les articles homonymes, voir Rue de l'Abondance et Abondance.
La rue de l'Abondance est une voie en bordure nord du quartier de la Buire étendu dans le 3e arrondissement de Lyon, en France.

## Situation
D'orientation ouest-est, la rue a pour tenant occidental la place Aristide-Briand, nommée « place de l'Abondance » avant 1934.

## Accessibilité
La rue est desservie par desservie par le réseau de bus des transports en commun de Lyon et notamment la ligne   à l'arrêt Abondance. Élément constitutif du plan hippodamique de la rive gauche du Rhône, la rue croise perpendiculairement d'ouest en est les rues Duguesclin, André-Philip, Garibaldi, Léon-Jouhaux, du Lac, de la Bannière et Danton, avant d'aboutir sur le boulevard Vivier-Merle.

## Odonymie
Les dictionnaires et ouvrages relatifs à l'odonymie lyonnaise recensent plusieurs voies liées au mot « Abondance », toutes proches géographiquement : la seule place de l'Abondance pour Louis Maynard ; allée et place pour Jean Pelletier ; place, pré (mention) et rue pour Adolphe Vachet ; allée, place, pré (mention), et rue de l'Abondance pour Maurice Vanario ; tous concluent qu'ils ont la même origine mais n'abordent pas le sujet avec le même degré de précisions : l'un évoque le nom d'une « célèbre hostellerie [...] rue de la Guillotière à peu de distance de l'église Saint-Louis », un autre une « auberge », un troisième une « hostellerie dite de l'Abondance, fort renommée au XVIIe siècle [...] ouverte sur les terrains [...] côté sud-ouest de l'actuelle grande-rue de la Guillotière ». C'est sans doute l'auteur Adolphe Vachet qui est le plus explicite sur cet établissement. Le transport de marchandises, dit « roulage » a ses quartiers en fonction de la provenance des trajets ; pour ceux du Midi et du Dauphiné, la Guillotière est le centre de leur activité, et la grande rue de la Guillotière, le principal axe d'arrivée sur Lyon, avant la traversée du pont de la Guillotière et l'entrée vers le centre de la ville. Celui-ci est bordé de nombreux établissements d'hébergement et de débit de boissons, dont le À l'Abondance qu'il qualifie de « logis » et parmi l'un « des plus célèbres et des plus achalandés » ; sur l'arrière, s'étendait le pré de l'Abondance dont il dit que « plus tard une rue prit ce nom  », ce qui n'est pas confirmé par les autres auteurs. Toutefois, il confirme que la rue n'est pas bâtie sur les terrains du logis, détruit par le percement de la rue Vendôme, dont les restes s'y trouvent « à l'angle sud-ouest vers la Grande-rue de la Guillotière ». Henri Hours précise l'emplacement exact du logis de l'Abondance ; il se situait, pour sa partie bâtie, à l'emplacement exact du croisement de la rue Vendôme et de la Grande rue de la Guillotière, à l'est et à l'intérieur du triangle formé par les trois côtés du croisement réalisé avec l'avenue Félix-Faure. Il situe les bâtiments de l'école vétérinaire de Bourgelat, notamment les forges, serres et autres annexes rue Jean-Marie-Chavant à l'emplacement de l'école primaire Chavant-Félix-Faure et les jardins à cheval sur l'avenue Félix-Faure et l'école, tandis que l'« allée du logis de l'Abondance », est l'exact alignement de la rue Jean-Marie-Chavant, à la hauteur de l'école.
Alors que l'« allée de l'Abondance », percée au milieu du pré de l'Abondance, possiblement le même que cité par Vachet et qui aurait encore porté ce nom en 1858 dans le « prolongement de la rue Jean-Marie-Chavant » figurant sur un plan dès 1839 disparait entre 1860 et 1870 lors des travaux de percement du cours de Brosses, actuel cours Gambetta, la « place de l'Abondance » ouverte le 31 décembre 1864 lors de ces travaux est renommée place Aristide-Briand en 1934. Dès lors, des trois odonymes relatifs à l'Abondance, ne subsiste plus que celui de « rue de l'Abondance ». Ce nom n'est par ailleurs attesté qu'à partir de 1860, bien après l'allée attestée dès la fin des années 1830. 

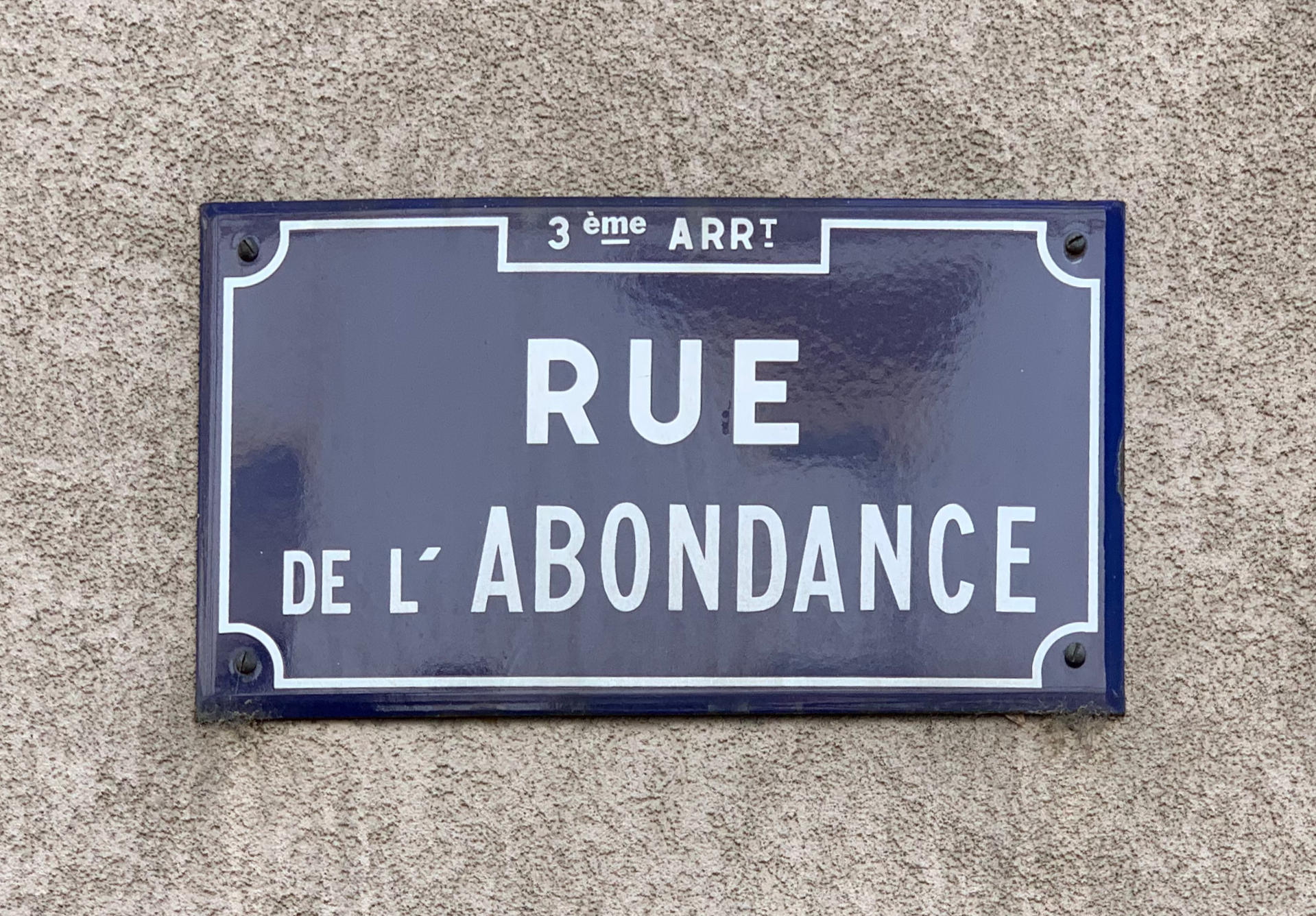
Une plaque de rue en 2019.
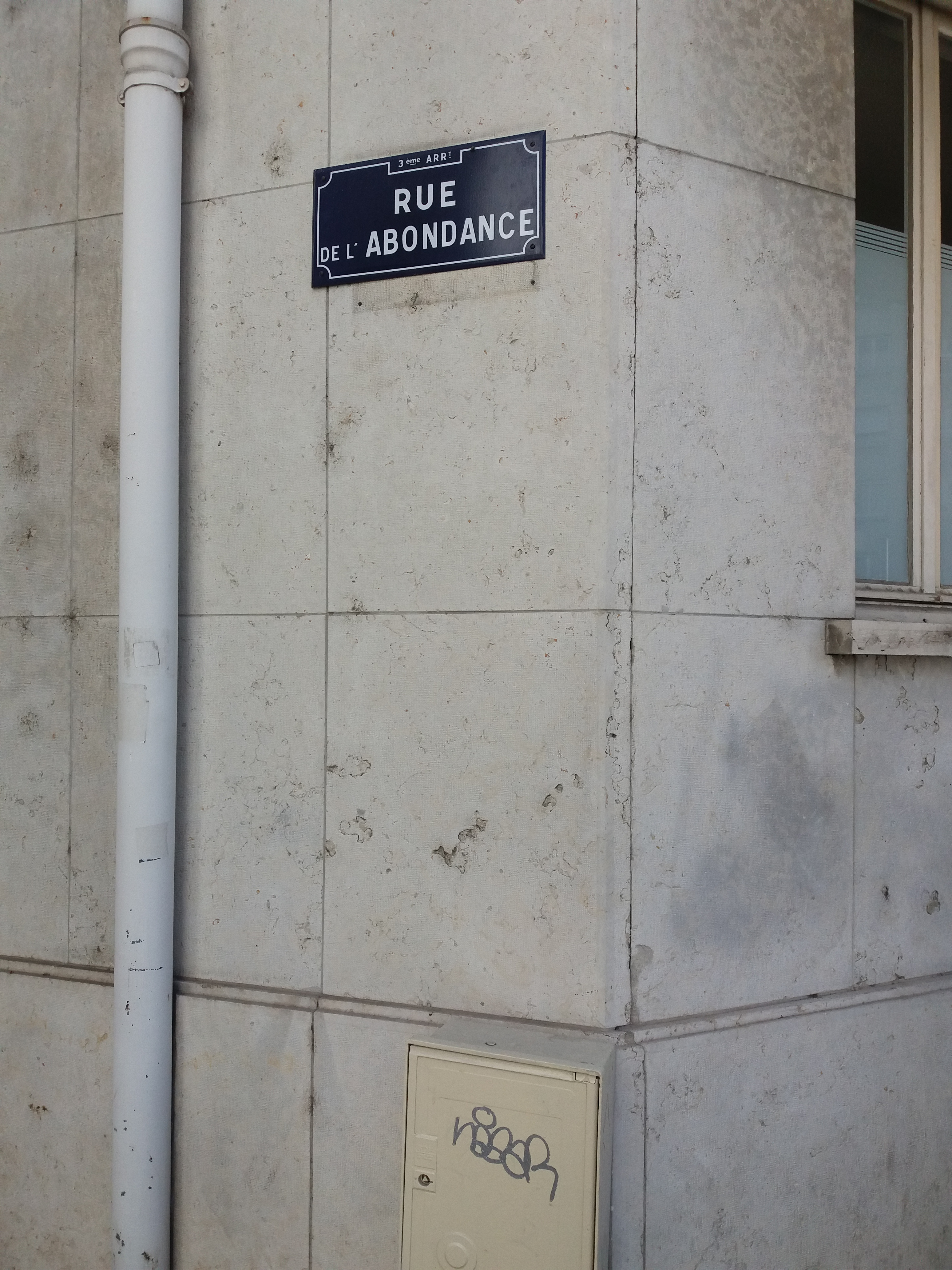
Une plaque de rue nouvelle, remplaçant une plus ancienne, en 2019.

## Histoire
En 1735, les hospices de la ville acquièrent « les maisons et fonds Cudier, dits logis de l'Abondance », l'« hostellerie » ou « auberge » mentionnée diversement, une attestation certaine de la dénomination actuelle. En 1761, Claude Bourgelat (1712-1779) crée dans ce tènement, appelé Grand Pivot, la première école vétérinaire au monde. Le 18 juillet 1859, Guérin et Champanhet cèdent gratuitement à la ville les terrains nécessaires à l'agrandissement de la place et « l'ouverture ou l'élargissement des rues adjacentes ». La rue de l'Abondance constitue l'une des voies est-ouest du damier hippodamique mis en place sur la rive gauche du Rhône à partir de la seconde moitié du XVIIIe siècle, et particulièrement, pour ce qui est de la trame du quartier en ce début de IIIe République, reprenant la suite du schéma mis en place au siècle précédent.

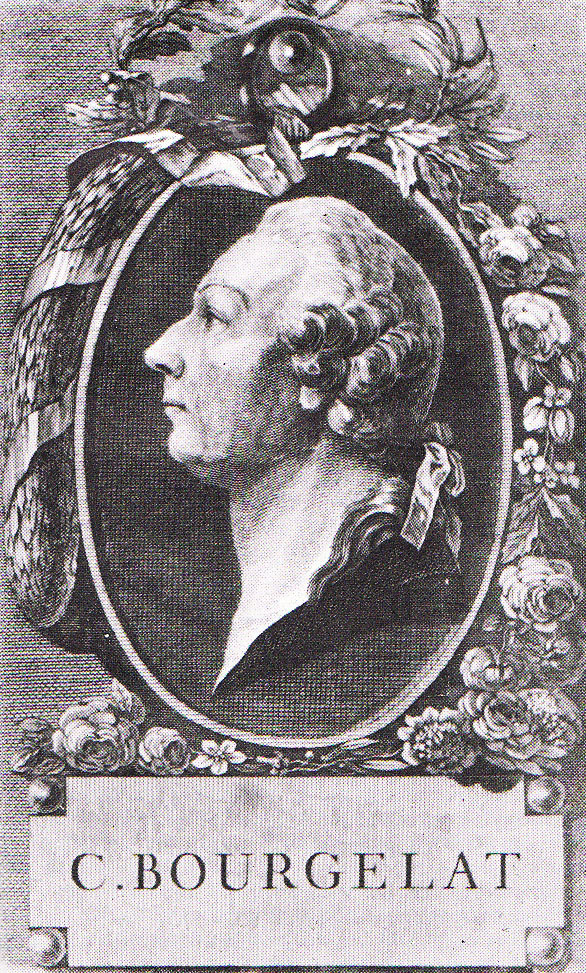
Claude Bourgelat crée la première école vétérinaire au monde dans le Logis de l'Abondance en 1761.
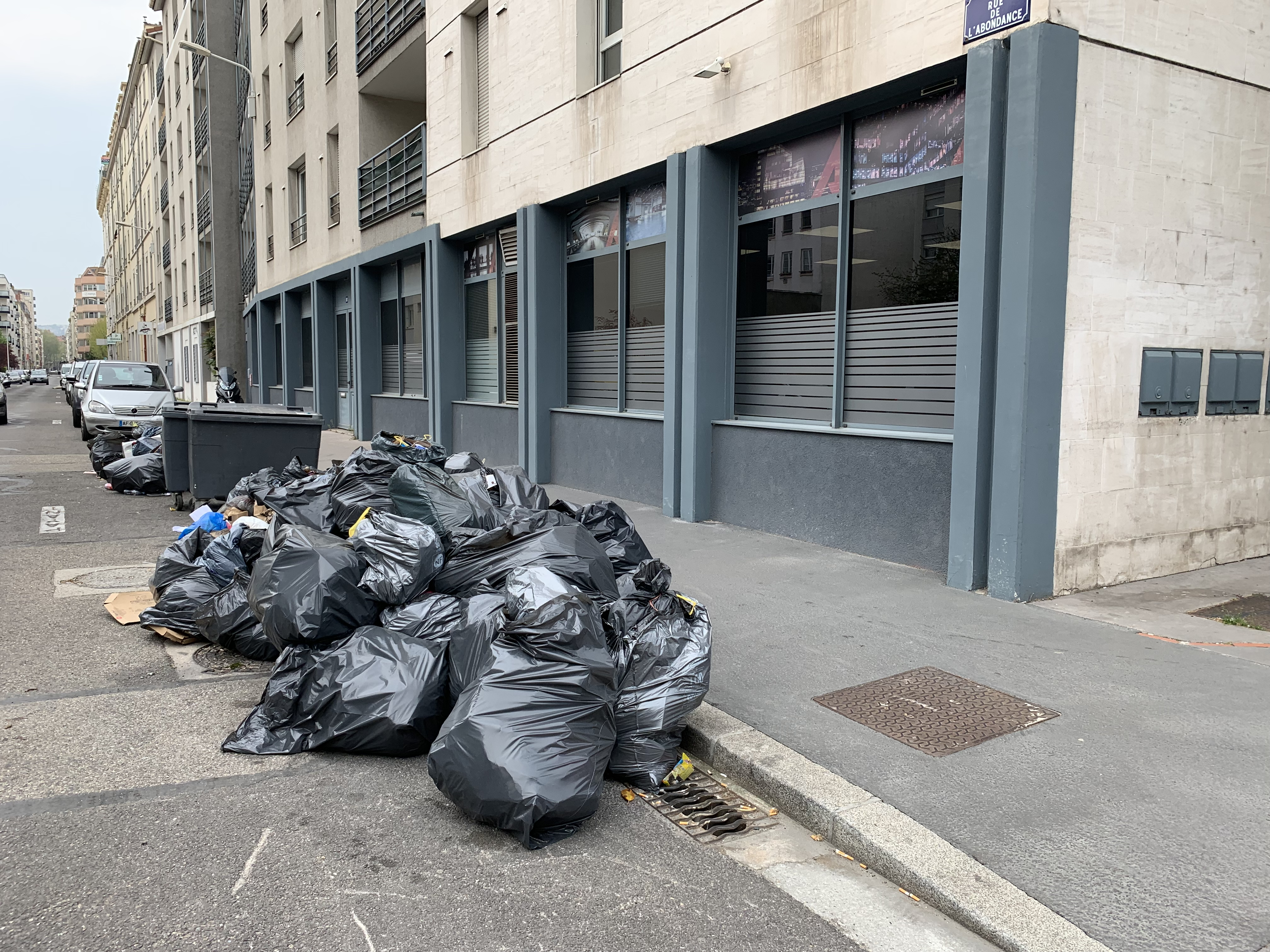
La rue vue vers l'ouest, à l'aplomb du numéro 27, pendant une grève des éboueurs en 2019.

## Description
À l'instar des rues ouest-est de la rive gauche du Rhône, les numéros croissent dans ce sens, les numéros impairs démarrent sur le flanc nord de la place Aristide-Briand et les numéros pairs sur le côté sud à partir de la rue Duguesclin. Les numéros 3 à 81 sont attribués avec des lacunes 1 et 2 à 4, notamment.

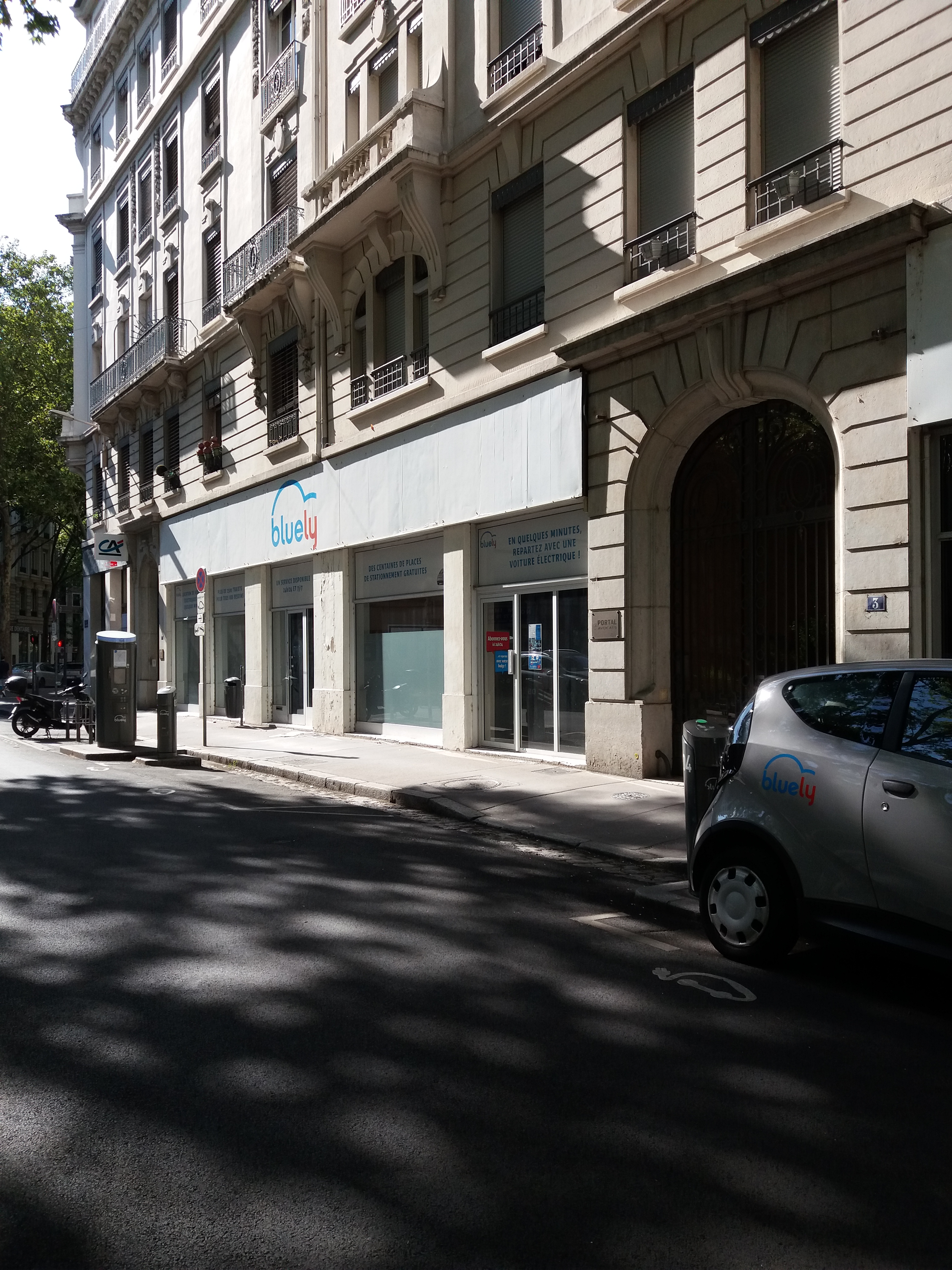
Le numéro 3 de la rue en 2019 avec un véhicule électrique de la société Bluely et l'agence du loueur.
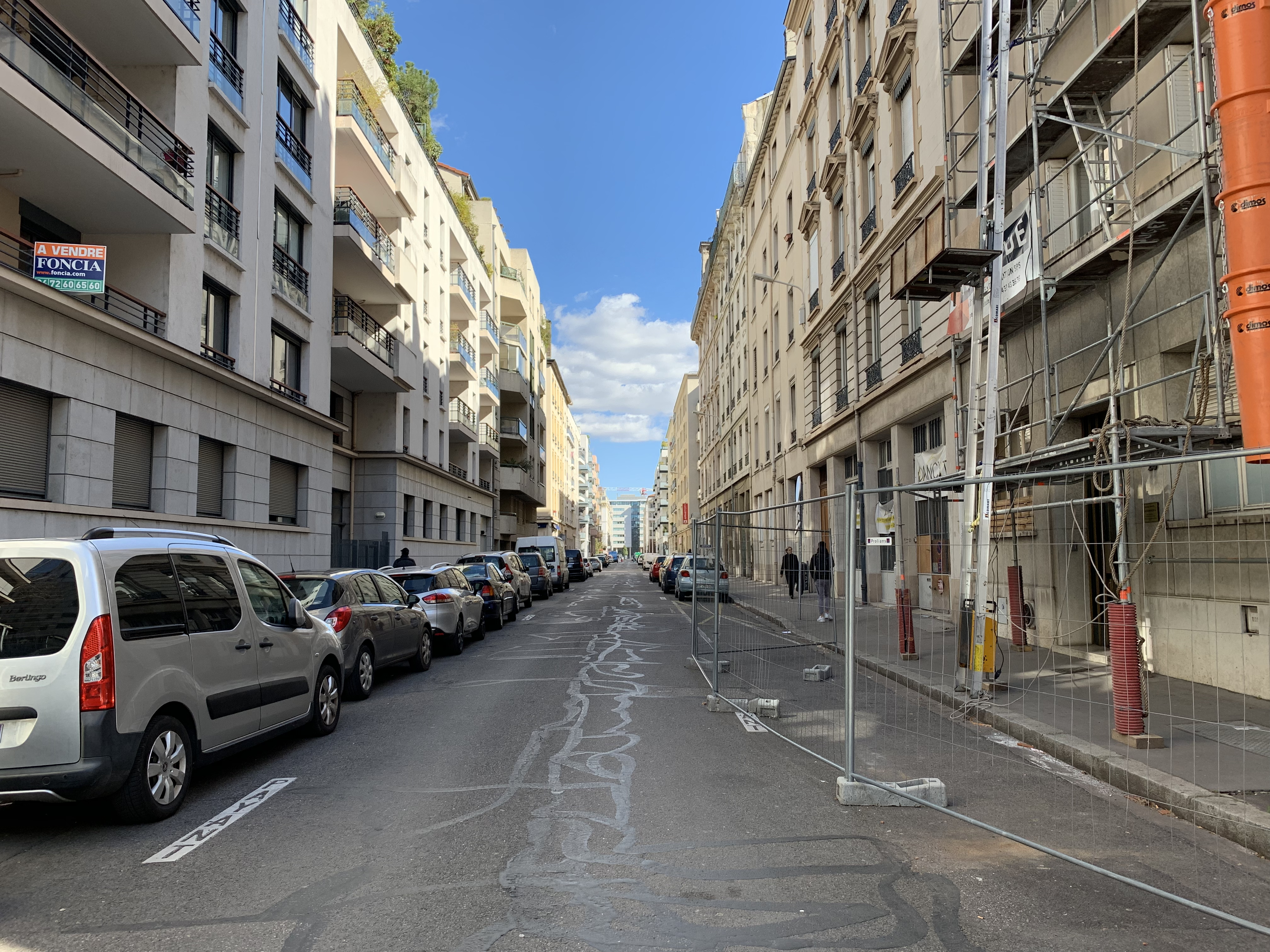
Rue de l'Abondance, vue vers l'est.